# Ямпіль (Сумська область)
Я́мпіль (МФА: [ˈjɐmpʲiʎ] ( прослухати)) — селище в Україні, центр Ямпільської селищної громади Шосткинського району Сумської області. Розташоване над річкою Івоткою (притока Десни) і р. Студенка, за 173 км від обласного центру (автошлях Р44). Населення — ▼4200 мешканців.

## Географія
Селище міського типу Ямпіль розміщене на лівому березі річки Івотка, селищем протікає невелика річечка Студенка.
Через селище проходять автомобільна дорога Т 1915 і залізниця, станція Янпіль.

## Походження назви
Існує 2 версії щодо походження назви Янпіль (пізніше Ямпіль). Перша версія базується на припущенні, що назва Ямпіль пішла від імені господаря містечка і земель Яна Сердюцького (XVII ст.) — Янове поле. Друга походить від тюркського «ям» — поселення, де приїжджі могли поміняти коней, та з грецької «поліс» — місто.

## Історія
Територію Ямпільського району було заселено ще у сиву давнину. Про це свідчать знайдені археологами рештки поселень, посуд, наконечники стріл, якими користувались наші далекі пращури в епоху переходу від каменю до бронзи. Поблизу теперішніх сіл Папірня, Орлівка, а також на території нинішнього Ямполя виявлено поселення доби пізнього неоліту. У селі Антонівка — майстерню з виготовлення крем'яних знарядь праці. На околиці села Феофілівка — поселення бронзової доби, села Княжичі — городище, окремі речі часів Київської Русі. Поруч села Радіонівка знайдено залишки слов'янського поселення VII—XIII ст.

### Київська Русь
За часів Київської Русі землі нинішнього району належали Сіверському князівству. Ямпільщину оточують давньоруські міста: Путивль, Новгород-Сіверський, Рильськ, Глухів. З давніх часів вони зв'язували між собою шляхи спілкування мешканців цього краю. Саме тут збирав Новгород-Сіверський князь Ігор Святославович військо для походу на половців, описаного в «Слові о полку Ігоревім»

### Велике князівство Литовське
У середині XIV століття ці землі були захоплені Великим князівством Литовським. У 1500, після переходу чернігово-сіверських князів на бік Москви і перемоги московських військ у війні з Литвою, Ямпільські землі увійшли до складу Московської держави. Територія нинішньої Ямпільщини являла собою суцільну рівнину, тому найдавніші поселення виникали між річками та болотами, які служили захистом для тутешніх поселенців. Саме в цей час в лісах будуються перші «буди» і «гути», де місцеві жителі виготовляли дьоготь, поташ та скляні вироби. І нині на півночі області існують населені пункти, до назви яких входять слова та словосполучення тих часів: Стара Гута, Гутка, Марчихина Буда, Середина-Буда.

### Національно-визвольна війна
Ямпіль існував уже у першій половині XVII століття, бо за матеріалами статистичного перепису Ніжинського полку 1654 показаний з церквою. Тоді він називався Клином. Пізніше за переліком (1688) «Глухівської волості», на річці Студенок, існували маєтності Старий Клин, Слобідка Клинська, Кояковичі. Вони належали Ростопчам, і були пожалувані їм Владиславом IV До цього, за Деулінським перемир'ям 1618, ці маєтності були у власності польського магната Пісочинського. За адміністративно-територіальним поділом вони входили до Новгород-Сіверського повіту Чернігівського воєводства. Назва Клин у Ямполі збереглася досі. Так жителі селища у розмовній мові називають одну з вулиць райцентру, яка має офіційну назву — вулиця Коцюбинського.
До середини XVII століття, внаслідок Визвольної війни українського народу під проводом Богдана Хмельницького, сформувалась українська держава, яка на автономних засадах увійшла до складу Росії. У цей час козацький адміністративно-територіальний устрій з поділом на полки і сотні поширився майже на всю територію Сумщини. Північна частина області ввійшла до складу Лівобережної України, або Гетьманщини. Клин став ранговим володінням українських гетьманів. Гетьман Іван Самойлович першим оцінив економічне значення цієї місцевості і привласнив Ямпіль з прилеглими поселеннями. З 1648 Ямпіль — сотенне містечко Ніжинського полку. Першим його сотником був Василь Жураковський. У 1674 гетьман Самойлович передав сотенне містечко полковнику Іванії (Ян Сердюцький), який поселив тут багато людей, а також дав йому назву Ямпіль. Через деякий час гетьман відібрав Ямпіль у Іванії і знову зробив його своїм ранговим володінням. Після усунення Самойловича, Ямпіль перейшов до Івана Мазепи, який приєднав до нього прилеглі хутори та три села, побудував кілька млинів. У лісах з'явились буди.
На той час населення Ямполя складалося з козаків та посполитих селян. Останні виконували різні повинності, платили грошові та натуральні податки. При наявності коня, селянин платив 2 золотих на рік. Крім того, по золотому сплачувалося за винокурню і по три копи грошей за солодовню. Ямпіль приносив гетьману прибутку до 15 тисяч золотих на рік.
У 1695 козаки сотні були приписані до гетьманської булави. Після засудження Івана Мазепи Петро І віддав Ямпіль Олександру Меншикову, а Катерина ІІ, скасувавши гетьманську владу в Україні, пожалувала його дійсному таємному раднику Івану Неплюєву, який володів у Глухівському повіті 25 тисячами десятин землі. З них 19 тисяч займав Ямпільській маєток.

### Російська імперія

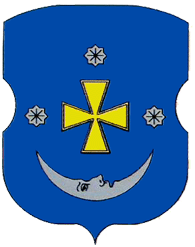
Історичний герб Ямполя 1742 року

На початку XVIII століття поблизу Ямполя був побудований невеликий фаянсовий завод з виготовлення глиняного посуду, почали діяти перші винокурні. Робочу силу винокурень, млинів і цукроварень становили селяни. Були розвинуті будний промисел і виробництво цегли.
В 1723 році в сотенному містечку Ямпіль, Ніжинського полку оселився Дворецький Іван Никифорович. Він навчався у Києво-Могилянський академії, значився вакансовим сотником і «дворником» (дворецьким), тобто управителем маєтків князя О. Д. Меншикова у Ямпільській сотні. Був одружений з Мотроною Забілою з відомого українського шляхетського роду. Мав сина Івана Дворниченка, який проживав у Ямпільській сотні і разом з братами 1793 одержав посвідчення про родинні зв'язки з Ф.Дворецьким, українським шляхтичем, для підтвердження дворянства (герб «Слонина»).
В 1740 Ямпіль мав такий вигляд: «ограда в нем деревянная, ветхая и во многих местах обвалилась, а с северной стороны и стен не имеется, о шести проездах; в том числе три недостроены верхов, с проездами, без ворот». У Ямполі у той час було чотири церкви: Покрова Богородиці, Преображення Господня, з теплою при ній Благовіщеня і четверта — святого великомученика Георгія. Жодна з них до нашого часу не збереглася.
У середині XVIII століття у Ямполі була розквартирована козацька сотня Ніжинського полку. До неї належали одне містечко і 58 сіл та хуторів, у тому числі Орлівка, Свеса, Грем'ячка, Імшана, Усок, Паліївка, Білиця. Згідно з ревізією 1764 у Ямпільській сотні мешкало 9057 душ.
З 1742 р. Ямпільська сотня користувалася печаткою з гербом: зображенням хреста, півмісяця й трьох восьмикутних зірок.
У другій половині XVIII століття в Ямполі успішно працювали млини, винокурні, цукроварні. Майже кожна винокурня за рік виготовляла 650 тисяч літрів спирту. У цей час подальшого розвитку набули лісові буди з виварки поташу, лужної солі, смоли, дьогтю. Набула розвитку торгівля. На ярмарках продавали і купували дари лісів: ягоди, гриби, дичину; товари натурального господарства, вироби ремісників: глиняний посуд, бочки, полотно.
XIX ст. — це період бурхливого розвитку капіталістичних відносин. На Ямпільщині він характеризувався економічним і соціальним розвитком. Іван Неплюєв побудував у 1836 на річці Івотка паперову фабрику на 78 робочих місць. Папір, що виготовлявся на ній був хорошої якості, з водяними знаками, відомий за межами Глухівського повіту. Біля фабрики селилися селяни. Населений пункт назвали Папірнею. Він існує донині.
У 1835 біля заснованого у другій половині XVIII століття населеного пункту Юрасівка таємним радником Глухівського повіту Чернігівської губернії мільйонером М. І. Терещенком будується цукровий завод, майстерні. Поряд із заводом, на місці Юрасівки, виросло робітниче селище, яке М. І. Терещенко назвав іменем свого сина Михайла. Наприкінці 60-х років XIX ст. до заводу було прокладено вузькоколійку від залізничної колії Вороніж — Зернове.
В 60-х роках XIX ст. в містечку проживало 3327 жителів, 600 з яких були козаками.
Напередодні реформи 1861 в Ямпільському поміщицькому маєтку нараховувалося 1500 кріпосних. Серед них були землероби і ремісники, каретники, муляри та інші. З 456 селянських господарств 265 мали тягло. В середньому на ревізьку душу припадало по 2,5 десятин землі (в тому числі орної, під сінокоси і присадибні ділянки).
Після проведеної земельної реформи, Ямпільську економію охопили селянські заворушення, які виникли і у маєтку Міклашевських — спадкоємців І.Неплюєва незадоволення селян було викликане несправедливим розподілом орних земель.
У 30-х роках XIX століття у Ямполі діяли дві церковнопарафіяльні школи, у 1866 було відкрито земське сільське училище, а в 1885 при училищі запрацювала бібліотека. У містечку був невеликий медпункт, в якому працювали лікар, акушерка, кілька фельдшерів.
Відомо, що у ці часи на території Ямполя діяло три православні храми: Спасо-Преображенський, Свято-Георгіївський та церква Покрова Богородиці. Навколо них було зосереджене духовне життя тогочасних мешканців містечка. До нашого часу жоден з них не зберігся. Спасо-Преображенський храм (1796) у роки громадянської війни, під час бойових дій, зазнав нищівної пожежі. Була розгромлена також усипальниця родини Неплюєвих, що доповнювала ансамбль храму. Свято—Георгіївський храм, побудований у 1826 старанням І. М. Неплюєва, було зруйновано на початку 30-х років XX століття.
Особливе місце в містечку займала церква Покрова Богородиці. ЇЇ реліквіями були Володимирська ікона Божої Матері, сім примірників Евангелія (1677, 1698 та 1709 видання), всі прикрашені сріблом. Церква згоріла у 1754, була відбудована і знову згоріла у 1834.
У 1873 на Ямпільщині, за ініціативою жителів села Імшана і за підтримки ямпільчан відбувся масовий виступ селян проти поміщиків і місцевої поліції, яка намагалася продати селянське майно за недоїмку. За наказом Чернігівського губернатора у селі було розквартировано дві піхотні роти для наведення порядку. У цей час у Ямполі працювало кілька цегельних заводів, дігтярні, млини, олійниці, крупорушки.
Влітку 1892 Ямпіль охопила велика пожежа, повністю згоріла базарна площа, склади з товарами, центральний житловий масив. Ця подія зумовила утворення добровільного пожежного товариства.
На межі XIX—ХХ століть у Ямполі було створено сільськогосподарську школу першого розряду, а потім у селі Воздвиженське — Православне Хрестовоздвиженське Трудове Братство. Їх засновником був уродженець Ямполя Микола Неплюєв (1851—1908) — богослов, громадський діяч, педагог і мислитель. Він був суспільним діячем європейського масштабу, членом англо-російської літературної спілки, Міжнародної Молитовної спілки, головним організатором проведення Конгресу єдиного людства (Париж 1900), основною ідеєю якого було єднання усіх християнських конфесій і демілітаризація держав. Братство Неплюєва уособлювало живу модель вільного людського братерства бідних і багатих християн. З організаційно-православного погляду воно являло собою кооперативне товариство виробництва і споживання з колективною формою власності на засоби виробництва.
29 грудня 1901 М. Неплюєв здійснив безпрецедентний в історії Росії вчинок — передає все майно, загальною вартістю 2 мільйони 750 тисяч карбованців, у повну власність Братства.
У 1919 Братство перетворилось на радянську комуну «Трудове Братство». У 1924 комуну було зруйновано радянською владою.
Із власності родини Неплюєвих до наших часів у Ямполі збереглися: стіни колишнього торгового ряду, будівля школи, флігель для вчителів, головна контора маєтку (все на сучасній вулиці Леніна). У селі Воздвиженське нині можна побачити будівлі, що належали Трудовому Братству. Це гуртожитки братських сімей, лікарня, братське кладовище з могилою засновника Братства, липова алея, паркова зона, Хом'якова гірка, залишки спиртового заводу, його складу, чоловічої школи.

### Друга світова війна
Під час німецько-радянської війни Ямпіль був зайнятий німецькими військами. У листопаді 1941 р. було створено партизанський загін, який з лютого 1942 р. став називатись «За Родину». Його командиром був С. М. Гнибіда, комісаром — Д. Д. Красняк. 2 вересня 1943 року Ямпіль зайняли радянські війська 75-ї гвардійської стрілецької дивізії.

### Незалежна Україна
12 червня 2020 року, відповідно до розпорядження Кабінету Міністрів України № 723-р «Про визначення адміністративних центрів та затвердження територій територіальних громад Сумської області», селище увійшло до складу Ямпільської селищної громади.
19 липня 2020 року, в результаті адміністративно-територіальної реформи та ліквідації Ямпільського району, селище увійшло до складу новоутвореного Шосткинського району.

### Російсько-українська війна
В ніч 20 серпня 2024 року російські військові завдали ракетного удари по селищу Ямпіль. Внаслідок ракетного удару були пошкоджені приватні та одина п'ятиповерхівка будинки та установи селища.
27 серпня 2024 року за інформацією Генштабу ЗСУ ворог завдавав авіаударів по районах населених пунктів Есмань, Ворожба, Вільна Слобода, Атинське, Горіле, Безсалівка, Глухів, Михайлівське, Угроїди, Шалигине, Ямпіль, Яструбине, Іскриківщина, Білопілля, Бачівськ, Будівельне Сумської області. Внаслідок авіаційних ударів в селищі Ямпіль були пошкоджені адміністративні будівлі, комунальні заклади, житлові будинки, також руйнації зазнало промислове підприємство.
4 вересня 2024 року після десятої години ранку російські військові завдали авіаудар по селищу Ямпіль, внаслідок чого було знищено один житловий будинок у приватному секторі та більше 10 пошкоджено, також було зафіксовано влучання по підприємству.
5 вересня 2024 року російська армія знову завдала авіаудару керованими авіабомбами по селищу Ямпіль. Внаслідок удару було знищено будинок у приватному секторі, також руйнування зазнали комунальні заклади.
7 вересня 2024 року російська армія продовжила завдавати авіаудари керованими авіабомбами по селищу Ямпіль та селищу Свеса.
12 вересня 2024 року російська армія завдала авіаудар керованими авіабомбами по селищу Ямпіль, внаслідок чого була пошкоджена цивільна інфраструктура та загинула 41-річна жінка.
13 вересня 2024 року о 9 годині ранку російська армія завдала авіаудар чотирма керованими авіабомбами по селищу Ямпіль, внаслідок чого загинуло дві людини, 6 отримали поранення. Були пошкоджені будинки у приватному секторі, житлові багатоповерхівки та лікарня.
4 жовтня 2024 року о 16 годині вечора російська армія завдала авіаудару керованою авіабомбою по селищу Ямпіль, внаслідок чого було пошкоджено 15 будинків у приватному секторі.
6 листопада 2024 року о 22 годині вечора російська армія завдала авіаудар керованими авіабомбами по селищу Ямпіль, внаслідок чого було пошкоджено багатоповерхівку, два будинки у приватному секторі, залізничну інфраструктуру та було знищено АЗС. Загинула 33-річна працівниця АЗС та була поранена 53-річна працівниця залізничної інфраструктури.
24 лютого 2025 року о 11 годині ранку російська армія вдарила БПЛА Ланцет по центральній частині селища, внаслідок чого було пошкоджено лінію електропередач.

## Населення

### Чисельність населення
| 1859 | 1885 | 1897 | 1902 | 1924 |
| ---- | ---- | ---- | ---- | ---- |
| 3327 | 3071 | 4534 | 4552 | 4670 |
|      | ▼    | ▲    | ▲    | ▲    |
| 1939 | 1959 | 1970 | 1979 | 1989 |
| 5005 | 4881 | 4875 | 5127 | 5887 |
| ▲    | ▼    | ▼    | ▲    | ▲    |
| 2001 | 2005 | 2008 | 2010 | 2011 |
| 5181 | 4982 | 4774 | 4720 | 4695 |
| ▼    | ▼    | ▼    | ▼    | ▼    |
| 2014 | 2016 | 2019 | 2020 | 2022 |
| 4641 | 4554 | 4433 | 4406 | 4324 |
| ▼    | ▼    | ▼    | ▼    | ▼    |

### Розподіл населення за рідною мовою(2001)
| українська мова | російська |
| --------------- | --------- |
| 86.54%          | 13.19%    |

## Економіка
ВАТ «Ямпільський механічний завод», Ямпільська пекарня, Ямпільський Агролісгосп, Комунальна Ямпільська лікарня.

## Пам'ятки

### Спасо-Преображенський храм
Собор перебудовано протягом 1882—1892 рр коштом сумського купця, комерційного радника Дмитра Івановича Суханова за проектом архітектора Михайла Ловцова. Архітектура собору витримана в класичному стилі з неороманськими і необароковими деталями. Біля основи підбанника, встановлено чавунні статуї апостолів Петра, Павла і св. Князя Володимира. На дзвіниці встановлено годинник англійського виробництва 1884 р. та статуї євангелістів Луки, Матфея, Марка, Іоанна.
Спасо-Преораженський собор є пам'яткою архітектури національного значення. Головною святинею Спасо-Преображенського собору є чудотворна Корсунська ікона Божої Матері, що називається прозрінною, вона написана на листовому білому залізі, — список з ікони Богоматері, що приніс Князь Володимир в Київ після хрещення Корсуні.

### Пам'ятки природи
- Ямпільський ботанічний сад — природоохоронна територія місцевого значення.
- Прудищанський регіональний ландшафтний парк — регіональний ландшафтний парк, створений на території лісового масиву Прудищанського лісництва Свеського лісового господарства, який розташований вздовж річки Івотка. Ділянка належить до території Ямпільського району Сумської області, яка розташована біля села Прудище на відстані 5 кілометрів від селища міського типу Ямпіль.

## Персоналії
- Янчевський Микола Миколайович — генерал-хорунжий Армії УНР.
- Доктор геолого-мінералогічних наук С. І. Набоко
- Доктор біологічних наук Д. Г. Кудлай
- Заслужений винахідник Л. Є. Пахомова
- Видатний український художник О. К. Богомазов (1880–1930)
- Письменник, сценарист Олександр Папченко.

## Загиблі уросійсько-українській війні
- Одарченко Ярослав Сергійович (1989—2022) — український військовий, старший солдат Збройних сил України, учасник російсько-української війни, що трагічно загинув під час російського вторгнення в Україну в листопаді 2022 року.
- Тарасенко Руслан Миколайович (1978—2023) — головний сержант стрілецької роти Збройних сил України, загинув під час виконання бойового завдання.[23]
- Козюра Дмитро Олександрович (2001—2023) — загинув 11 липня внаслідок застосування вибухових речовин та пристроїв.[24]
- Обревко Микола Сергійович (1990—2023) — загинув 1 серпня під час штурму ворожих позицій на Донеччині потрапивши під обстріл з РСЗВ.[25]
- Федченко Віктор Михайлович (1977—2023) —  загинув 22 жовтня під час виконання бойового завдання в місті Авдіївка.[26]
- Ляшенко Володимир Вікторович (1986—2023) — загинув 30 листопада під час виконання військового поблизу населеного пункту Павлівка, Донецької області.[27]
- Кліменко Олександр Валерійович (1978—2024) — загинув під час виконання бойового завдання поблизу Вугледара внаслідок артилерійського обстрілу.[28]